# Dodge Dynasty
El Dodge Dynasty es un automóvil sedán del segmento D con motor V6 y tracción delantera que se presentó en 1987 como modelo 1988 para reemplazar al 600 de tamaño medio. El Dodge Dynasty estaba relacionado con el Chrysler New Yorker, ya que ambos coches fueron construidos sobre la plataforma Chrysler C. 
El Dynasty es también similar al Chrysler Imperial, que estuvo disponible desde 1990 a 1993 y tenía en el chasis la misma distancia entre ejes extendida que la versión Fifth Avenue del Chrysler New Yorker. Todas las versiones del Dynasty se fabricaron en Belvidere, Illinois.

## Versiones internacionales
En Canadá y México se comercializó como Chrysler Dynasty. En México, los autos solo estaban disponibles con el motor V6. En Canadá, estaba disponible la variante de cuatro cilindros, pero rara vez se producía.

## El Dynasty en series de televisión
- Gregory House (Hugh Laurie), el personaje protagonista de la serie House M. D., es propietario de un Dodge Dynasty de finales de los años 1980, que es visto en varios capítulos.

- En un episodio de El mentalista, el protagonista de la serie Patrick Jane (Simon Baker) viaja conduciendo un Dynasty azul de 1990, acompañado de una fugitiva llamada Lorelei Martins (Emmanuelle Chriqui). En el tramo final del capítulo, Jane, fingiendo haber sido secuestrado por Lorelei, estrella el coche contra un árbol para que ella huya de la justicia y vaya en busca del asesino en serie John el Rojo.